# Cal Massey
Calvin „Cal“ Massey (* 11. Januar 1928 in Philadelphia; † 25. Oktober 1972 in New York City) war ein US-amerikanischer Jazzmusiker (Trompete, Keyboard), der vor allem als Komponist wirkte.

## Leben und Wirken
Massey studierte Trompete bei Freddie Webster und gehörte dann den Bigbands von Jay McShann, Jimmy Heath  und Billie Holiday an. Danach konzentrierte er sich überwiegend auf das Komponieren. U.a. schrieb er Stücke für John Coltrane (Bakai), Freddie Hubbard (Assunta, Father and Son), Jackie McLean (Message from Trane), Lee Morgan, Philly Joe Jones (Fiesta) und Archie Shepp (Cry of My People).
Ende der 1950er Jahre leitete Massey eine Band mit Jimmy Garrison, McCoy Tyner und Tootie Heath, mit der er eigene Kompositionen aufführte. 1961 veröffentlichte er das Album Blues to Coltrane (mit Patti Bown, Hugh Brodie, Jimmy Garrison, Wilbert G.T. Hogan und Julius Watkins). Von 1969 bis zu seinem Tod arbeitete er mit Archie Shepp sowie mit Romulus Franceschini. 
Masseys Sohn, der Tenor- und Sopransaxophonist Zane Massey, pflegt in seinen Gruppen auch das Repertoire seines Vaters.

## Lexikalische Einträge
- Leonard Feather, Ira Gitler: The Biographical Encyclopedia of Jazz. Oxford University Press, New York 1999, ISBN 0-19-532000-X.